# Dolores (Guanajuato)
Dolores es una localidad del estado mexicano de Guanajuato. Es parte del municipio de Purísima del Rincón.

## Toponimia
El nombre de la población hace referencia a la santa patrona de la localidad: Nuestra Señora de los Dolores.

## Demografía
| Gráfica de evolución demográfica |
|                                  |

| Censo | Población |
| ----- | --------- |
| 1940  | 187       |
| 1950  | 272       |
| 1960  | 448       |
| 1970  | 502       |
| 1980  | 557       |
| 1990  | 784       |
| 2000  | 755       |
| 2010  | 929       |
| 2020  | 1 067     |